# JayOne
Jay "One" Ramier, JayOne ou Jay1 est un « graffiti artist » parisien né Morne-à-l'Eau en 1966.

## Biographie
Il arrive à Paris à l'age de 6 ans. Surnommé le Black Picasso, il commence à faire du graff en 1983 dans le quartier de Stalingrad à Paris.
JayOne a fait partie des membres fondateurs du groupe de graffeurs BBC (Bad Boys Crew) ou BadBc avec Ash et Skki. Les BBC avec Bando, Spirit, Mode 2, Shoe sont considérés comme des précurseurs de mouvement graffiti en Europe.
Sélectionné dès 1994 par les Rolling Stones pour l’exposition itinérante « Mystère Vaudou Lounge » ; aujourd’hui exposé de Tokyo jusqu’au Grand Palais à Paris, cet artiste pour qui le groupe est une confrérie comme celles des grands maitres des époques classiques, est l’une des grandes figures de la culture urbaine de ces dernières années.
En 2019, il crée le coussin pour supporteurs de l'AS Velasca.
En 2021, il a une grande exposition personnelle au Palais de Tokyo à Paris intitulée : "Jay Ramier - Keep the fire burning (Gadé difé limé)".
Il est aussi directeur artistique de la revue d'art contemporain, AFRIKADAA.
En 2023, il réalise une fresque murale en hommage à Yannick Noah, dévoilée lors du tournoi du Grand Chelem 2023, au Stade Roland-Garros.

## Réalisations

### Expositions
- 1989 : Paris, Grand Palais, MAC 2000
- 1990 : "aerosol art Jay 1" à ABA gallery, Berlin, Allemagne
- 1991 : 
  - "Today's Topic" à Laden fur nichts, Berlin, Allemagne
  - "Jay & Skki"à Gallery Bellevue, Berlin, Allemagne
- 1992 : "Sigma" au Hangar 5, Bordeaux, France
- 1995 : Bad BC "True school" à Konstkorridoren, Copenhague, Danemark
- 1996 Création du Logo "grim team" du collectif de graffiti parisien du meme nom.
- 1997 : "Jay One" au musée d'art moderne de Tourcoing, France
- 2001 : 
  - "Bad BC" à Ex-Realm, Tokyo, Japon
  - Bad BC "Nervous System" à ALife, New York USA
  - "Graffiti" à la Galerie du jour Agnes B, Paris France
- 2002 : "The revolution starts at home" à DSL, Tokyo Japon
- 2003 : 
  - "Badbc Objective Subjective" à Black Diamond, Copenhague, Danemark
  - "Backjumps the live Issue" à Kunst Am Kreuzberg, Berlin, Allemagne
- 2004 : Jay & Skki "Cohesion" à Nike Spiritroom, Berlin Allemagne
- 2005 : 
  - "Written Pieces" à Kemistry Gallery, Londres U.K.
  - "Influential" à DPMI, Londres U.K.
- 2006 :
  - "Paris, NYC, Tokyo, Berck" à la Maison de la culture d'Issoire France
  - "Salon d'Automne" Paris FRANCE
  - "Flip the Script" à Miami Art Basel, Miami USA
  - "Rue" au Grand Palais, Paris FRANCE
- 2009 :
  - "The Dead Thermo-dynamic Universe Jay & Skki" à Milieu Gallery, Berne, Suisse
  - "Tag au Grand Palais" au Grand Palais, Paris France
- 2010 :  "Versus Integration"à La Place Forte, Paris, France
- 2017-2018 "Maquis-art Hall of Fame", Musée de L'Aérosol, Paris
- 2021-2022 : "Jay Ramier - Keep the fire burning (Gadé difé limé)"[6]

### Performances
- 1989 : "Subkultur", Copenhague, Danemark
- 1997 : Performance graffiti "rencontres urbaines ", La Villette, France
- 1999 : 
  - "Old school HIP HOP" à La Villette, Paris, France
  - "Rencontres internationales de culture HIP HOP", Grenoble, France
  - "French U.K hip hop", London U.K
- 2000 : Festival Summer Session "Rising Suns", Kehl Allemagne
- 2001 : 
  - "Return to Planet Rock", Eindhoven, Pays-Bas
  - Festival Summer Session "Rising Suns", Kehl Allemagne

### Livre
Mouvement : du terrain vague au dance floor, 1984-89, avec Marc Boudet et Yoshi Omorichez, 19-80 éditions. 

## Réalisation
- 2013 Réalisateur du clip de Chaze "indelible"